# Deb Fischer
Debra Strobel "Deb" Fischer (født 1. marts 1951) er en amerikansk politiker. Hun er en senator og repræsenterer Nebraska og Det republikanske parti.